# Odd Breidfjording
Odd Breidfjording (fornisländska: Oddr breiðfirðingr) var en isländsk skald verksam i trakten kring Breidafjorden under 900-talets senare hälft. Han omtalas i Landnámabók och i Eyrbyggja saga, där han sägs ha diktat drapor om två inhemska hövdingar, Hjalte Tordarson (Hjalti Þórðarson) och Illuge svarte (Illugi svarti).

## Biografi
Biografiska uppgifter om Odd Breidfjording saknas. Det enda vi vet om honom är att han enbart tycks ha diktat om isländska hövdingar samt att han, att döma av tillnamnet, hade sin verksamhet i trakten kring Breidafjorden, skriver Finnur Jónsson. Den isländska nationalbiografin Íslenzkar æviskrár anser det dock vara ”sannolikt” att han var identisk med en viss Skraut-Oddr, som fått två diktfragment bevarade i Óláfr hvítaskálds Tredje grammatiska avhandling, och som också är omnämnd i Landnámabók, där han sätts in i ett ättesammanhang. Om den identifieringen stämmer skulle Odd Breidfjording ha varit sonson till Gull-Tore (Gull-Þórir) Oddsson, känd från Gull-Þóris saga. Hans hustru var då Þorgerðr Þórðardóttir, vars farmor var Arndis den rika (Arndís hin auðga), som byggde i Hrútafjörður. En av Odds söner var Hrafn Hlymreksfari (”Hrafn Limerick-fararen”), som var den förste som på Island berättade om Hvítramannaland – en okänd ö som troddes ligga i Atlanten utanför Vinland. Tillnamnet skraut betyder ”prakt”. Att skalden kallades Skraut-Oddr betyder alltså att han var praktlysten (eller ansågs vara det).

## Verk

### Hjaltadrápa
Landnámabók nämner ett – nu förlorat – arvekväde (erfikvæði) om den mäktige hövdingen Hjalte Tordarson (Hjalti Þórðarson) på Hof i Hjaltadalur vid Skagafjorden.
Kvädet, som kallas Hjaltadrápa, framfördes av skalden själv vid gravölet som hölls av Hjaltes söner Torvald (Þorvaldr) och Tord (Þórðr) omkring 970. Enligt Landnámabók var detta det största gravöl som någonsin hade hållits på Island vid denna tid. Tolvhundra gäster närvarade – men eftersom det är stora hundraden som avses, blir antalet mer än 1400. Dessutom fick alla män av betydelse (virðingamenn) frikostiga gåvor då de tog avsked från gillet. Odd for efter begravningsfesten till Torskafjordstinget i Västfjordarna, dit han hade blivit stämd av skalden Glum (Glúmr) Geirason. Vi känner inte anledningen till denna stämning, men Odd hade säkert goda utsikter att vinna målet, ty han åtföljdes av Hjaltesönerna och deras folk, och de var mäktiga och så praktfullt utstyrda i ”skräckhjälmar” att ingen kunde tro annat än att det var asagudarna själva som hade kommit till tings. Så står det i alla fall i en anonym lausavísa, som tycks ha hög ålder och kan ha diktats av Odd själv.

### Illugadrápa
Odd Breidfjording är också omtalad i Eyrbyggja saga där han sägs ha besjungit hövdingen Illuge svarte Hallkelsson (Illugi svarti) på Gilsbakki. Vi vet inget om kvädets längd, men eftersom det har rört sig om en drapa bör den ha haft stef (omkväde) och diverse balkar (”kapitel”) i vilka ärorika episoder i den mäktige hövdingens liv har skildrats. Endast två strofer av denna Illugadrápa har dock blivit bevarade, vilket har skett genom att författaren till Eyrbyggja saga citerade dem som källor för sin egen framställning av Illuges strid mot Torgrim (Þorgrímr) Kjallaksson på Torsnästinget omkring år 980 rörande Illuges hustrus hemgift. Händelsen är också omnämnd i Gunnlaugs saga ormstungu, kapitel 5, eftersom Illuge svarte var Gunnlaug ormstungas far.